# Dante Gabriel Rossetti
Dante Gabriel Rossetti (London, 12. svibnja 1828. – Birchington-on-Sea, Kent, 9. travnja 1882.), engleski slikar, pjesnik i prevoditelj. Njegov privatni život je bio duboko povezan s njegovim umjetničkim radom, pogotovo kroz njegove odnose s modelima i muzama, Elizabethom Siddal i Jane Burden.

## Život i djelo
Rođen kao Gabriel Charles Dante Rossetti, bio je sin talijanskog pjesnika Gabriela Rossettija koji je kao politički emigrant došao u London iz Napulja. Njegova obitelj ga je nazvala Gabriel, ali je on često stavljao ime Dante (u čast Dantea Alighierija) na prvo mjesto. Bio je brat pjesnikinje Christine Rossetti, spisatelja Williama Michaela Rossettija i spisateljice Marije Francesce Rossetti.
Rossetti je rano pokazao zanimanje za talijansku srednjovjekovnu književnost i umjetnost. Najprije pjesnik, kao i većina članova njegove obitelji, naposljetku je ipak postao učenik slikara Forda Madoxa Browna, s kojim je cijeli život održao blisko prijateljstvo. Prema glazbenosti svojih soneta smatra se najvećim engleskim majstorom nakon Wordswortha. Rossetti je sam autor pjesme pod nazivom Blažena Damozel („Izabrana dama”), pisanu u stilu Keatsa (koju je kasnije uglazbio Claude Debussy u prijevodu G. Sarrazina). Susreo je Williama Holmana Hunta, koji je naslikao Veo Sv. Agneze, ilustrirajući pjesmu Johna Keatsa. Kako su on i Hunt dijelili iste likovne i literarne vrijednosti, zajedno razvijaju načela koja, zajedno s drugim umjetnicima 1848. god., postaju slikarsko „Bratstvo prerafaelita”.
Njegove slike u ulju, akvarelu i pastelu prožete su sanjarstvom, sentimentalnošću i misticizmom njegove poezije. Radio je slike s mitološkim, biblijskimm, povijesnim i alegorijskim sadržajima, a posebno su ga inspirirale teme iz Danteova djela. 
Uz svoje slikarske aktivnosti, Dante Gabriel Rossetti je bio uspješan pjesnik, dramatičar i prevoditelj Dantea i drugih talijanskih autora iz srednjeg vijeka. Njegov prijevod Balada drevnih dama od Françoisa Villona iz 1869. pojavio se u njegovoj prvoj kolekciji pjesama iz 1870. god. Njegova romantika i njegovo odbacivanje svijeta koji ga okružuje nagovještava njegovo odvajanje od prerafailitskog pokreta, iako je bio njihov najvažniji umjetnik. Uslijedio je niz događaja zbog kojih je uronio u duboku depresiju. Godine 1862., njegova supruga Elizabeth Siddal je preminula od predoziranja laudanumom, nakon što je rodila mrtvo dijete. U isto vrijeme, ne uspijeva objaviti svoje pjesme, ali u istom razdoblju je slikao svoje najljepše slike, uključujući Beata Beatrix, u kojoj, pod krinkom svoje preminule supruge, idealizira Danteovu Beatrice. Također se okušao u akvarelu, slikajući brojne portrete žena, uključujući i Fanny Cornforth, prostitutke se zaljubio, ali i Jane Burden, supruge Williama Morrisa s kojom je imao aferu. 
God. 1871., odlučio je konačno objaviti svoje pjesme koje su odmah svojom erotikom i senzualnošću izazvale skandal i šok širom viktorijanskog Ujedinjenog Kraljevstva. U slikarstvu postupno napušta ženski ideal, te posuđuje motive iz legendi o Arturu i Danteova rada. 
Posljednjih godina života napušta ga strast za književnost i slikarstvo, te postaje senilan i povlači se u Birchington-on-Sea, gdje živi potpuno povučeno i pati od paranoje progona. Na Uskrs 1882. god., preminuo je od kroničnog nefritisa (zatajenje bubrega) u prijeteljevoj vikendici gdje se oporavljao. Pokopan je u grobnici svoje supruge, na groblju Highgate u Birchington-on-Sea.
Usprkos kraju njegove blistave karijere, Rossetti je imao i znatan utjecaj na razvoj simbolističkog pokreta u Europi.
- Gospino djevojaštvo, 1849.
- Ecce Ancilla Domini, 1850., Galerija Tate, London
- Lady Lilith, 1868., Delaware Art Museum
- Beata Beatrix, 1864.–1870., Galerija Tate, London
- Proserpina, 1874.

## Vanjske poveznice
- The Rossetti Archive (engl.)
- Prerafaeliti  Arhivirana inačica izvorne stranice od 13. srpnja 2009. (Wayback Machine), Birminghamski muzej (engl.)